# John Burgoyne
För andra betydelser, se John Burgoyne (olika betydelser).

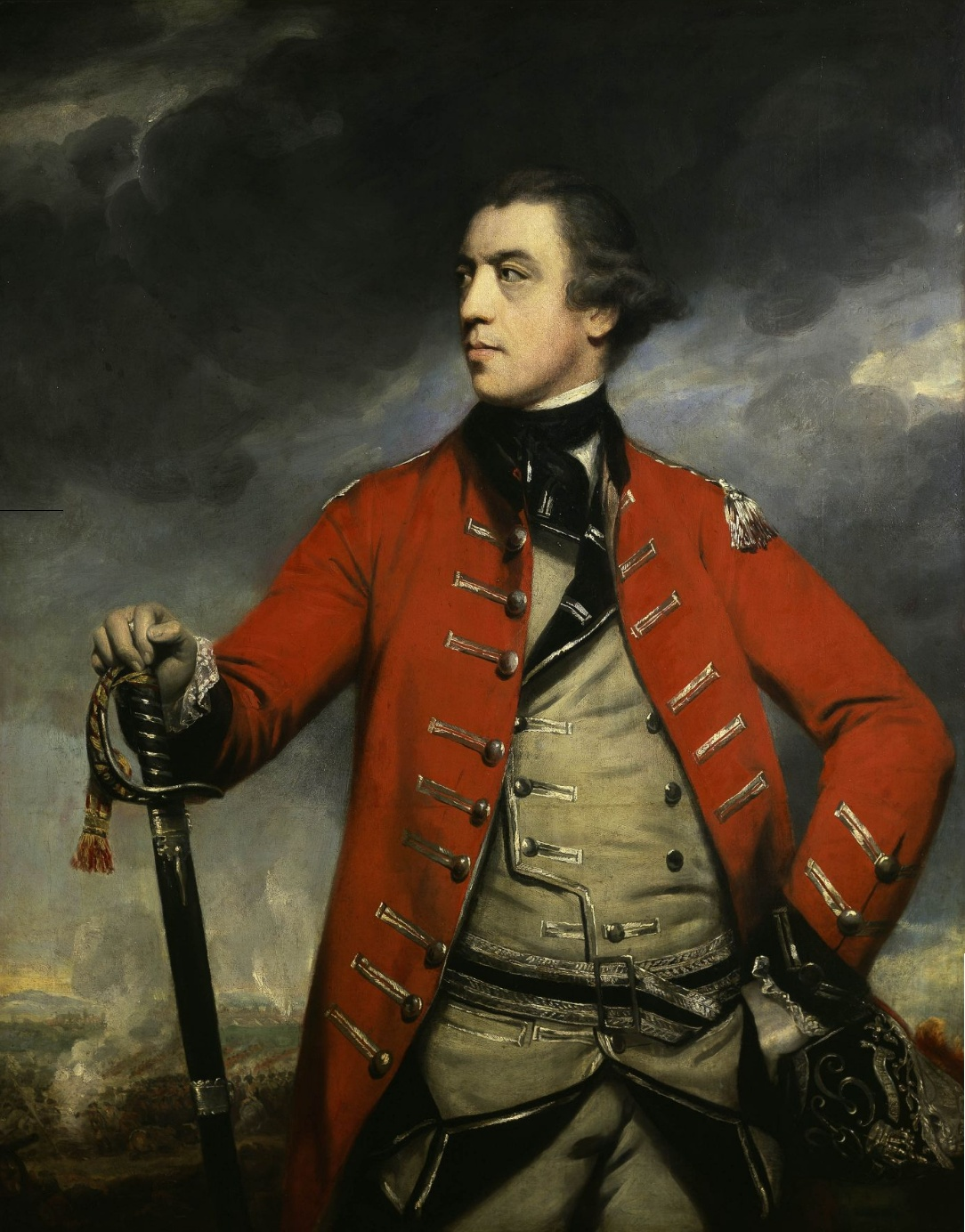
John Burgoyne.

John Burgoyne, född 24 februari 1722, död 4 augusti 1792, var en brittisk militär och dramatiker, far till fältmarskalken John Fox Burgoyne.
Burgoyne utmärkte sig i europeiska krig, särskilt Sjuårskriget, och sändes 1777 till Amerika för att i kriget mot de upproriska kolonierna föra befälet över nordarmén. Med den tågade han söderut för att förena sig med Clintons trupper men måste dra sig tillbaka och på grund av sina truppers numerära underläge efter förlusten vid Saratoga tvingas kapitulera 17 oktober samma år. Burgoyne och hans trupper tilläts avresa till England mot löfte att inte vidare delta i kriget. Hemkommen avsattes Burgoyne och gjordes till syndabock för det passerade. År 1782 blev han överbefälhavare på Irland.